# Roddergrube

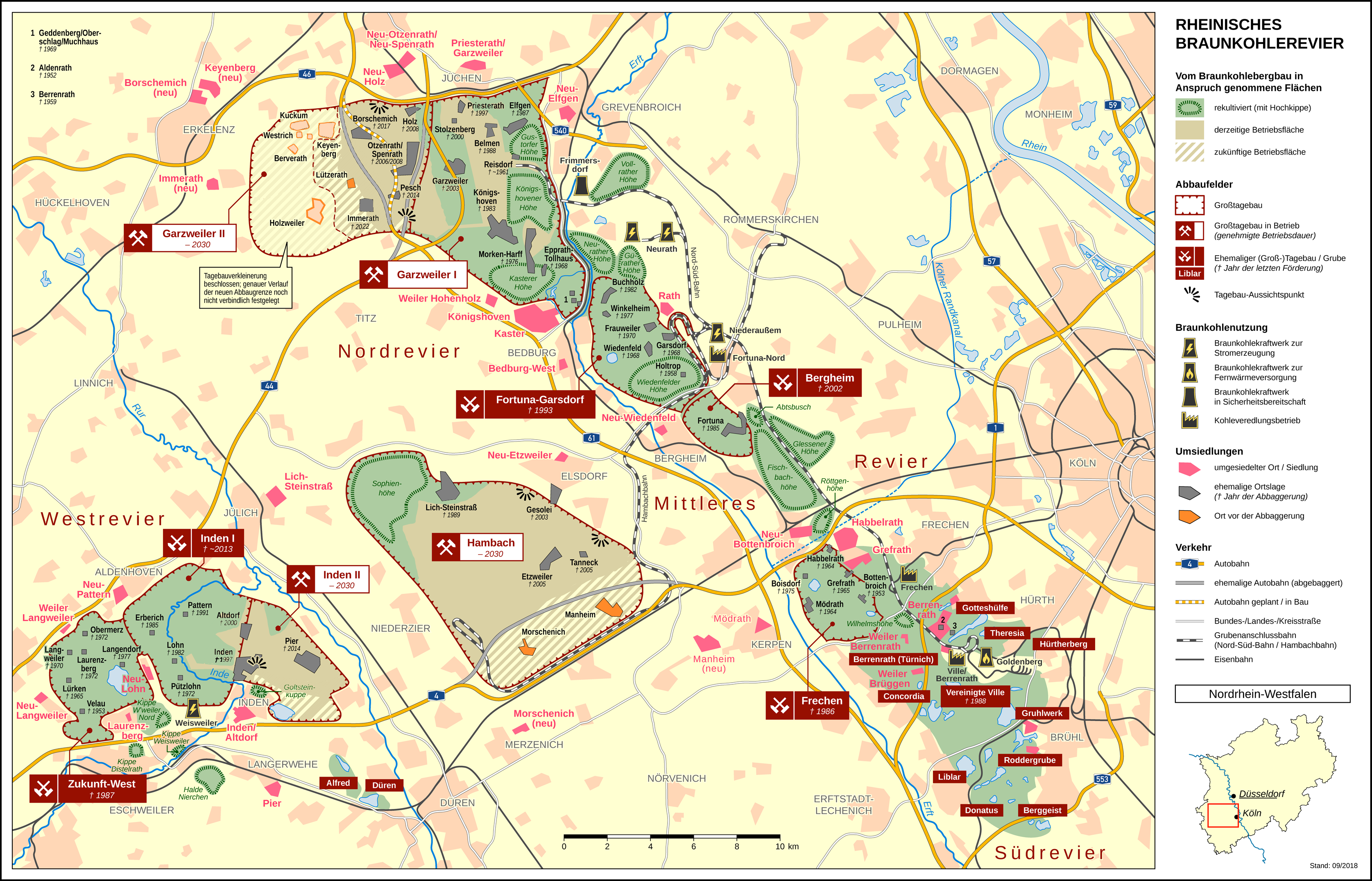
Lage der Roddergrube im Rheinischen Braunkohlerevier

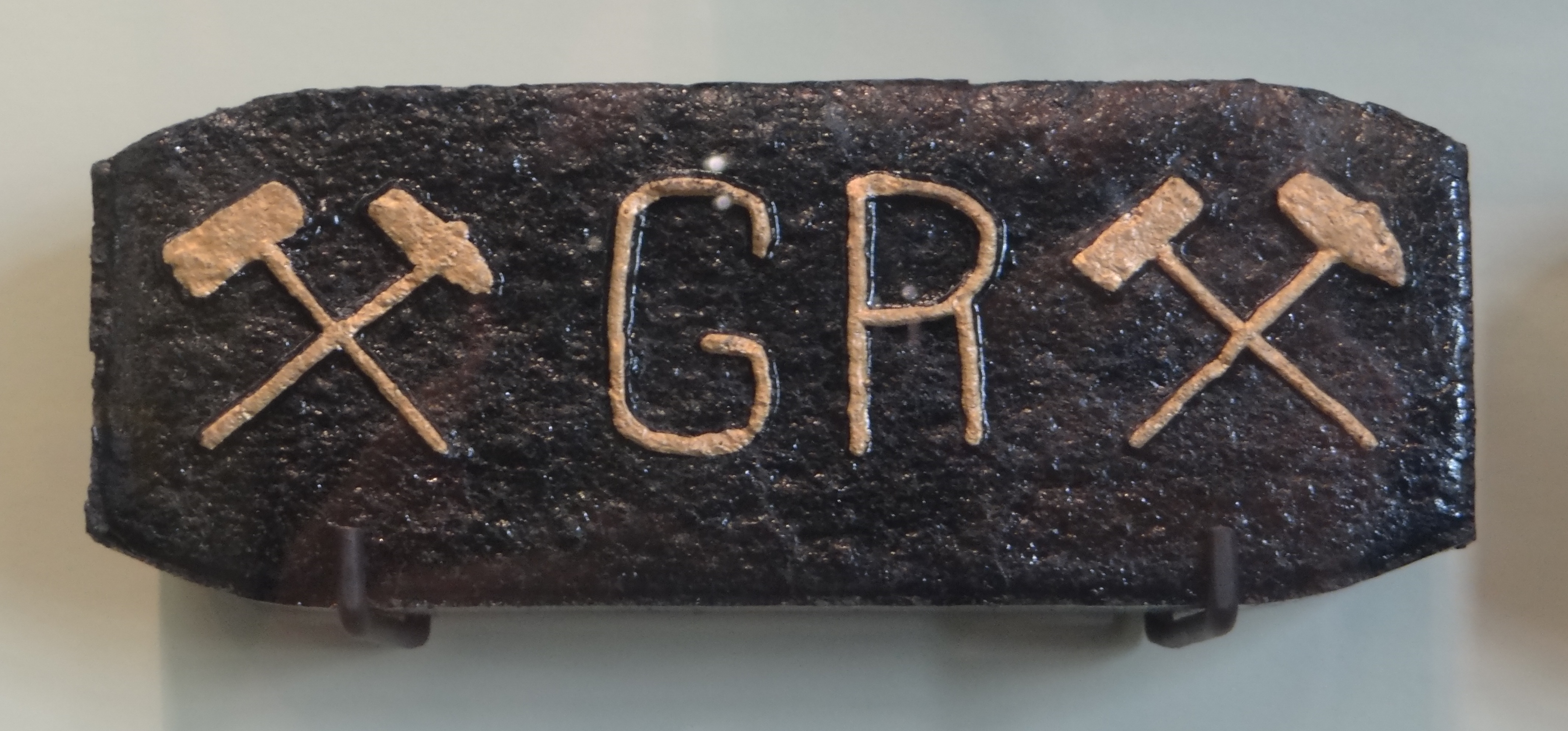
Zierbrikett der Gewerkschaft Roddergrube

Die Roddergrube (vollständiger Name zunächst Gewerkschaft Roddergrube, später Braunkohlen- und Briketwerke Roddergrube AG) war ein Unternehmen aus Brühl. Es betrieb den Abbau und die Brikettierung von Braunkohle aus dem gleichnamigen Tagebau in Heide sowie später auch aus anderen Gruben in der Ville und im weiteren Rheinischen Braunkohlerevier.

## Geschichte

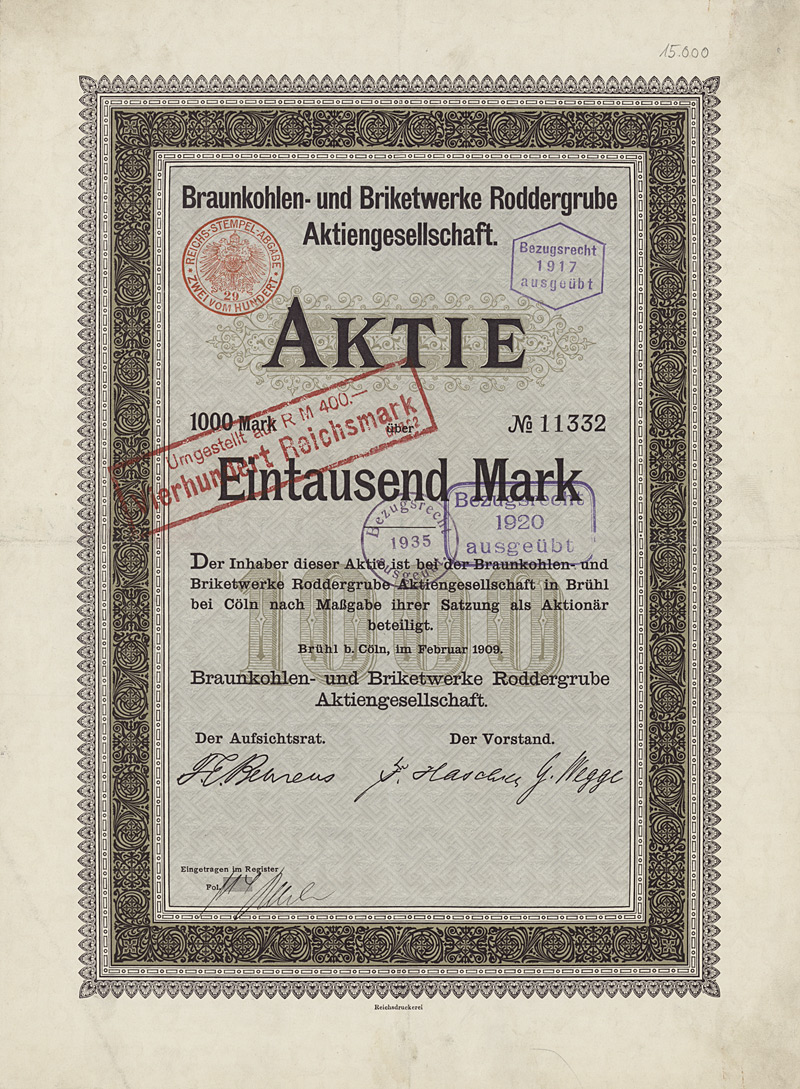
Aktie über 1000 Mark der Braunkohlen- und Briketwerke Roddergrube AG vom Februar 1909

Die Roddergrube ist benannt nach dem Rodderhof, der dem nahegelegenen Kloster Benden gehörte. Die zugehörige bestehende Braunkohlengrube wurde 1766 vom Kloster an einen Adam Braun für 12 Jahre verpachtet (sogar mit der Verpflichtung zur Wiederbepflanzung des ausgekohlten Geländes). Die Grube hatte somit die längste Abbautradition im Rheinland. Braun war auch noch 1807 Pächter des etwa 1 ha großen Grubengeländes. 1821 wurde das Feld neu von Preußen nach französischem Recht verliehen mit der Auflage, einen Tagebau einzurichten. Dieser kam aber nach mehrmaligen Besitzerwechseln erst Mitte der 1870er Jahre zustande. 1846 gingen Hof und Grube an einen Heinrich Joseph Lieven aus Niederembt über. Dessen Schwiegersohn, der beides 1866 übernommen hatte, ließ sich dazu das anschließende nach seinem Schwiegervater benannte Feld Josephsberg verleihen. Zunächst erfolgte der Abbau in kleineren Kuhlen zur manuellen Herstellung von Klütten; erst 1874 wurde nach zweimaligem Besitzerwechsel von der AG Brühl-Godesberger Verein für Braunkohlenverwertung ein großflächiger Tagebau aufgetan, um eine kurz zuvor errichtete Brikettfabrik für Nasssteine zu versorgen, die aber nach zwei Jahren bereits umgerüstet wurde. Hier wurden ab 1877 dann erstmals mit zwei Exter-Pressen (benannt nach ihrem Erfinder Carl Exter) Braunkohlenbriketts gepresst, die später als Union-Briketts bekannt wurden. Die Grube war damit bis 1885 neben der benachbarten Fabrik der Gewerkschaft Brühl der erste industrielle Briketthersteller im Rheinland. 1878 wurde die Grube nach Konkurs wegen geringem Absatz, trotz Bahnanschluss seit 1876 (zunächst einspurige Linie der Eifelstrecke bis Liblar), durch Friedrich Eduard Behrens, den Obergerichtsanwalt Heinrich Kleinrath aus Hannover und den Hallenser Hermann Gruhl, den späteren Besitzer der Grube Gruhlwerk übernommen, die damit die Gewerkschaft Roddergrube gründeten. Technischer Leiter (seit 1893), später Generaldirektor und Vorstandsvorsitzender (1919–1934), wurde Gustav Wegge.

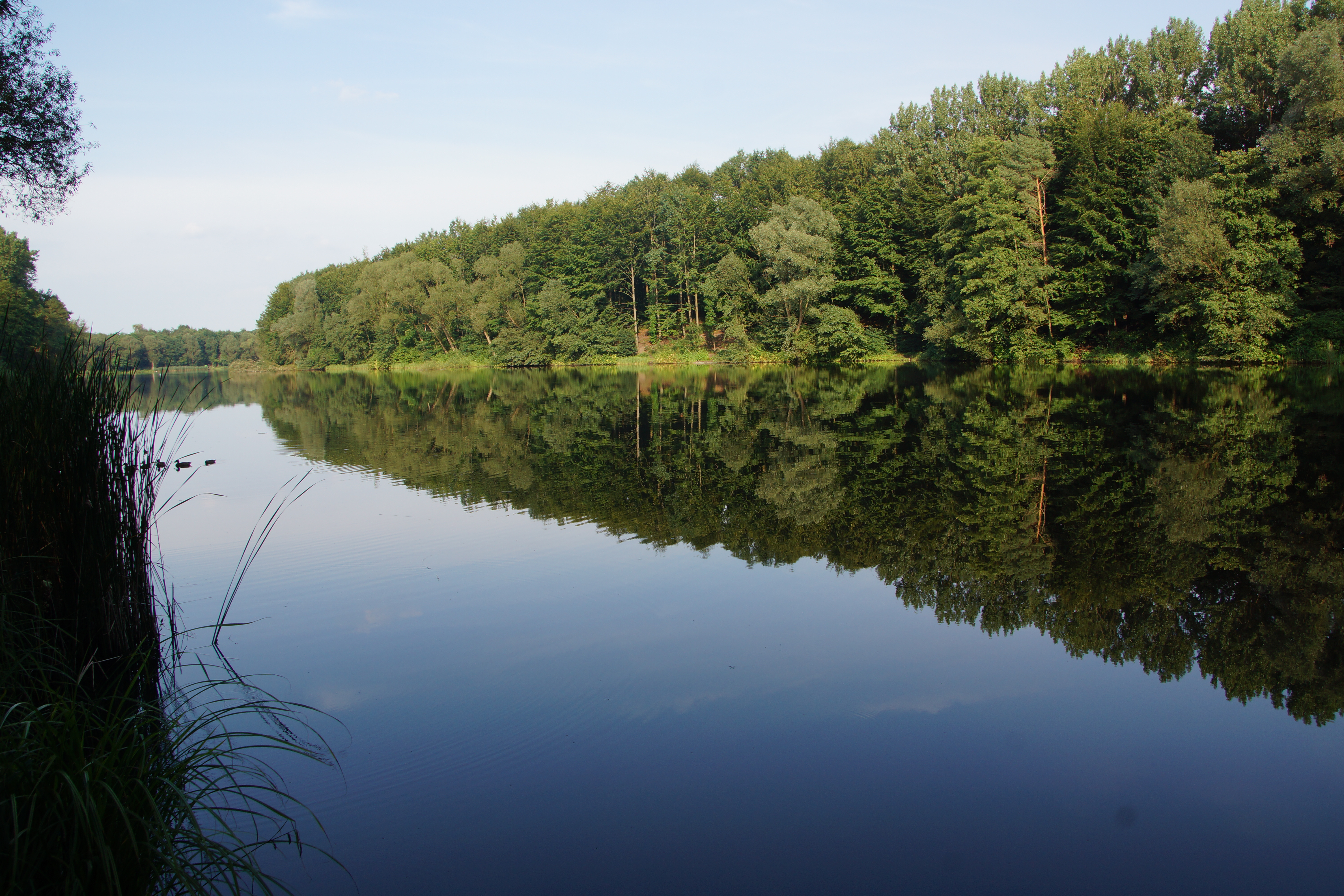
Gotteshülfeteich

Nachdem das Grubenfeld Roddergrube weitgehend ausgekohlt war, verlegte die Gewerkschaft Roddergrube den Kohleabbau in das benachbarte Feld Josephsberg (beide sind heute geflutet und Teil des Heider Bergsees). Die Gewerkschaft Roddergrube wuchs zum größten Braunkohlenwerk des Reviers heran; bis 1895 gehörten neben den Stammwerken Roddergrube und Josephsberg auch noch die Gruben Gotteshülfe (heute Gotteshülfeteich) und Bardenberg bei Gleuel, Gerhard und Gertrud bei Berrenrath (heute Otto-Maigler-See) sowie Hermann und Alexander bei Frechen dazu.
Im Jahr 1908 schlossen sich die beiden Gewerkschaften Roddergrube und Brühl zur Braunkohlen- und Briketwerke Roddergrube AG zusammen.
Im selben Jahr übernahm die Roddergrube alle Kuxe der Gewerkschaft Vereinigte Ville bei Knapsack. Hieraus folgte 1913 der Abschluss eines Lieferungsvertrages für Kohle mit dem Rheinisch-Westfälischen Elektrizitätswerk (RWE), das neben der Grube Vereinigte Ville das Kraftwerk Vorgebirgszentrale baute (1920 umbenannt in Goldenberg-Zentrale bzw. Kraftwerk Goldenberg ). Wenige Jahre später, 1922, wurde das RWE Mehrheitseigentümer der Roddergrube, um die langfristige Versorgung seiner Kraftwerke, insbesondere der Goldenberg-Zentrale, sicherzustellen.
Unter der Eigentümerschaft des mächtigen RWE dehnte die Roddergrube im Laufe der Jahre ihr Tätigkeitsfeld weiter aus und übernahm weitere Tagebaue im Revier, darunter die Großtagebaue Vereinigte Ville, Berrenrath und Berrenrath-West (entstanden aus obengenannten Gruben) sowie Theresia (Hermülheim), Frimmersdorf und Inden. 
Bereits ab 1933/35 gab es eine Überkreuzbeteiligung mit der Rheinischen AG für Braunkohlenbergbau und Brikettfabrikation (Rheinbraun). 1952 übernahm die Roddergrube noch die Niederrheinische Braunkohlenwerke AG (NBW) aus Frimmersdorf, Betreiber des dortigen Kraftwerkes. 1959/60 ging das Unternehmen Roddergrube dann im Rahmen der großen Fusion der rheinischen Braunkohlenwerke in Rheinbraun auf.
Generaldirektor war vor dem Zweiten Weltkrieg Edmund Tobies († 1964). Die Rüstungsindustrie forderte im Krieg die maximale Kohleförderung und Verstromung. Trotz der wiederholten Zerstörungen durch die Luftangriffe der Alliierten gewährleistete sie der Betriebsführer Horst Forchmann (1905–1988). Nach dem Krieg wurde er von der britischen Militärregierung als Generaldirektor eingesetzt, nachdem die gesamte Führungsspitze entfernt worden war. Tobies war Alter Herr, Forchmann Ehrenmitglied des damals in Köln und Aachen ansässigen Corps Marcomannia Breslau.